# Bahnstrecke Fürstenwalde–Wriezen
| Karte der von der Oderbruchbahn betriebenen Strecken |                                                                                  |                                           |                                           |
| Streckennummer: | 6524                                                                             |                                           |                                           |
| Kursbuchstrecke: | 115g (1934), 128k (1944, 1946), 128m (Genschmar – Friedrichsaue 1946),177 (1968) |                                           |                                           |
| Streckenlänge: | 96,3 km                                                                          |                                           |                                           |
| Spurweite: | 1435 mm (Normalspur)                                                             |                                           |                                           |
| Streckengeschwindigkeit: | 40 km/h                                                                          |                                           |                                           |
| |                                                                                  |                                           |                                           |
| \| \| \| von Berlin \| \| \| \| 0,0 \| Fürstenwalde (Spree) \| Fürstenwalde (Spree) \| \| \| \| nach Frankfurt (Oder) \| \| \| \| \| nach Beeskow \| \| \| \| \| Industriegebiet Fürstenwalde-Nord \| \| \| \| 2,9 \| Waldfrieden \| Waldfrieden \| \| \| 5,0 \| Neuendorf-Buchholz \| Neuendorf-Buchholz \| \| \| 9,6 \| Steinhöfel \| Steinhöfel \| \| \| 14,2 \| Hasenfelde \| Hasenfelde \| \| \| \| nach/von Müncheberg \| \| \| \| 16,9 \| Arensdorf \| Arensdorf \| \| \| 19,2 \| Jochenshof \| Jochenshof \| \| \| 21,6 \| Falkenhagen \| Falkenhagen \| \| \| 23,4 \| Regenmantel \| Regenmantel \| \| \| 26,5 \| Lietzen Dorf / Lietzen \| Lietzen Dorf / Lietzen \| \| \| 27,7 \| Lietzen Komturei / Lietzen Nord \| Lietzen Komturei / Lietzen Nord \| \| \| 31,3 \| Diedersdorf \| Diedersdorf \| \| \| 35,8 \| Seelow (Mark) Stadt \| Seelow (Mark) Stadt \| \| \| 38,2 \| Friedersdorf \| Friedersdorf \| \| \| \| von Eberswalde \| \| \| \| 40,2 \| Dolgelin Klbf. \| Dolgelin Klbf. \| \| \| \| \| \| \| \| \| nach Frankfurt (Oder) \| \| \| \| 45,9 \| Sachsendorf \| Sachsendorf \| \| \| 48,9 \| Alt Tucheband \| Alt Tucheband \| \| \| 50,7 \| Neu Tucheband \| Neu Tucheband \| \| \| 52,3 \| Golzow Klbf. \| Golzow Klbf. \| \| \| \| nach Golzow Stbf. \| \| \| \| \| Bahnstrecke Berlin–Küstrin-Kietz Grenze \| \| \| \| 53,9 \| Golzow Dorf \| Golzow Dorf \| \| \| 3,8 \| Genschmar \| Genschmar \| \| \| 2,8 \| Wilhelminenhof \| Wilhelminenhof \| \| \| \| von Genschmar \| \| \| \| 0,0 57,3 \| Friedrichsaue \| Friedrichsaue \| \| \| 59,2 \| Zechin \| Zechin \| \| \| 61,3 \| Wollup \| Wollup \| \| \| \| \| \| \| \| \| Voßberg Zuckerfabrik \| \| \| \| 63,8 \| Rehfeld \| Rehfeld \| \| \| 67,4 \| Kienitz Dorf / Kienitz \| Kienitz Dorf / Kienitz \| \| \| \| zum Hafen \| \| \| \| 69,7 \| Kienitz Amt / Kienitz Nord \| Kienitz Amt / Kienitz Nord \| \| \| 71,5 \| Groß Neuendorf \| Groß Neuendorf \| \| \| \| zum Hafen \| \| \| \| 75,7 \| Ortwig \| Ortwig \| \| \| 79,2 \| Neu Barnim / Neubarnim \| Neu Barnim / Neubarnim \| \| \| 81,4 \| Neu Lewin / Neulewin \| Neu Lewin / Neulewin \| \| \| 82,6 \| Kerstenbruch \| Kerstenbruch \| \| \| 84,7 \| Heinrichsdorf \| Heinrichsdorf \| \| \| 86,5 \| Beauregard \| Beauregard \| \| \| 88,1 \| Eichwerder (Thöringswerder) \| Eichwerder (Thöringswerder) \| \| \| 89,7 \| Herrnhof \| Herrnhof \| \| \| \| Einfädelung ab 1947, von Frankfurt (Oder) \| \| \| \| 92,5 \| Alt Bliesdorf \| Alt Bliesdorf \| \| \| 96,3 \| Wriezen \| Wriezen \| \| \| \| nach Eberswalde \| \| |                                                                                  |                                           |                                           |
| Strecke |                                                                                  | von Berlin                                | von Berlin                                |
| Bahnhof | 0,0                                                                              | Fürstenwalde (Spree)                      | Fürstenwalde (Spree)                      |
| Abzweig geradeaus und nach rechts |                                                                                  | nach Frankfurt (Oder)                     | nach Frankfurt (Oder)                     |
| Abzweig ehemals geradeaus und nach rechts |                                                                                  | nach Beeskow                              | nach Beeskow                              |
| Abzweig geradeaus und von links (Strecke außer Betrieb) |                                                                                  | Industriegebiet Fürstenwalde-Nord         | Industriegebiet Fürstenwalde-Nord         |
| Bahnhof (Strecke außer Betrieb) | 2,9                                                                              | Waldfrieden                               | Waldfrieden                               |
| Bahnhof (Strecke außer Betrieb) | 5,0                                                                              | Neuendorf-Buchholz                        | Neuendorf-Buchholz                        |
| Bahnhof (Strecke außer Betrieb) | 9,6                                                                              | Steinhöfel                                | Steinhöfel                                |
| Bahnhof (Strecke außer Betrieb) | 14,2                                                                             | Hasenfelde                                | Hasenfelde                                |
| Abzweig geradeaus, nach links und von links (Strecke außer Betrieb) |                                                                                  | nach/von Müncheberg                       | nach/von Müncheberg                       |
| Bahnhof (Strecke außer Betrieb) | 16,9                                                                             | Arensdorf                                 | Arensdorf                                 |
| Haltepunkt / Haltestelle (Strecke außer Betrieb) | 19,2                                                                             | Jochenshof                                | Jochenshof                                |
| Bahnhof (Strecke außer Betrieb) | 21,6                                                                             | Falkenhagen                               | Falkenhagen                               |
| Haltepunkt / Haltestelle (Strecke außer Betrieb) | 23,4                                                                             | Regenmantel                               | Regenmantel                               |
| Bahnhof (Strecke außer Betrieb) | 26,5                                                                             | Lietzen Dorf / Lietzen                    | Lietzen Dorf / Lietzen                    |
| Haltepunkt / Haltestelle (Strecke außer Betrieb) | 27,7                                                                             | Lietzen Komturei / Lietzen Nord           | Lietzen Komturei / Lietzen Nord           |
| Bahnhof (Strecke außer Betrieb) | 31,3                                                                             | Diedersdorf                               | Diedersdorf                               |
| Bahnhof (Strecke außer Betrieb) | 35,8                                                                             | Seelow (Mark) Stadt                       | Seelow (Mark) Stadt                       |
| Haltepunkt / Haltestelle (Strecke außer Betrieb) | 38,2                                                                             | Friedersdorf                              | Friedersdorf                              |
| Strecke (außer Betrieb) · Strecke von links |                                                                                  | von Eberswalde                            | von Eberswalde                            |
| Bahnhof (Strecke außer Betrieb) · ehemaliger Bahnhof | 40,2                                                                             | Dolgelin Klbf.                            | Dolgelin Klbf.                            |
| Abzweig geradeaus und nach links (Strecke außer Betrieb) · Abzweig geradeaus und ehemals von rechts |                                                                                  |                                           |                                           |
| Kreuzung geradeaus unten (Strecke geradeaus außer Betrieb) · Strecke nach rechts |                                                                                  | nach Frankfurt (Oder)                     | nach Frankfurt (Oder)                     |
| Bahnhof (Strecke außer Betrieb) | 45,9                                                                             | Sachsendorf                               | Sachsendorf                               |
| Bahnhof (Strecke außer Betrieb) | 48,9                                                                             | Alt Tucheband                             | Alt Tucheband                             |
| Haltepunkt / Haltestelle (Strecke außer Betrieb) | 50,7                                                                             | Neu Tucheband                             | Neu Tucheband                             |
| Bahnhof (Strecke außer Betrieb) | 52,3                                                                             | Golzow Klbf.                              | Golzow Klbf.                              |
| Abzweig geradeaus und nach rechts (Strecke außer Betrieb) |                                                                                  | nach Golzow Stbf.                         | nach Golzow Stbf.                         |
| Kreuzung geradeaus oben (Strecke geradeaus außer Betrieb) |                                                                                  | Bahnstrecke Berlin–Küstrin-Kietz Grenze   | Bahnstrecke Berlin–Küstrin-Kietz Grenze   |
| Bahnhof (Strecke außer Betrieb) | 53,9                                                                             | Golzow Dorf                               | Golzow Dorf                               |
| Kopfbahnhof Streckenanfang (Strecke außer Betrieb) · Strecke (außer Betrieb) | 3,8                                                                              | Genschmar                                 | Genschmar                                 |
| Haltepunkt / Haltestelle (Strecke außer Betrieb) · Strecke (außer Betrieb) | 2,8                                                                              | Wilhelminenhof                            | Wilhelminenhof                            |
| Strecke nach links (außer Betrieb) · Abzweig geradeaus und von rechts (Strecke außer Betrieb) |                                                                                  | von Genschmar                             | von Genschmar                             |
| Bahnhof (Strecke außer Betrieb) | 0,0 57,3                                                                         | Friedrichsaue                             | Friedrichsaue                             |
| Bahnhof (Strecke außer Betrieb) | 59,2                                                                             | Zechin                                    | Zechin                                    |
| Bahnhof (Strecke außer Betrieb) | 61,3                                                                             | Wollup                                    | Wollup                                    |
| Abzweig geradeaus und nach links (Strecke außer Betrieb) · Strecke von rechts (außer Betrieb) |                                                                                  |                                           |                                           |
| Strecke (außer Betrieb) · Betriebs-/Güterbahnhof Streckenende (Strecke außer Betrieb) |                                                                                  | Voßberg Zuckerfabrik                      | Voßberg Zuckerfabrik                      |
| Bahnhof (Strecke außer Betrieb) | 63,8                                                                             | Rehfeld                                   | Rehfeld                                   |
| Bahnhof (Strecke außer Betrieb) | 67,4                                                                             | Kienitz Dorf / Kienitz                    | Kienitz Dorf / Kienitz                    |
| Abzweig geradeaus und nach rechts (Strecke außer Betrieb) |                                                                                  | zum Hafen                                 | zum Hafen                                 |
| Bahnhof (Strecke außer Betrieb) | 69,7                                                                             | Kienitz Amt / Kienitz Nord                | Kienitz Amt / Kienitz Nord                |
| Bahnhof (Strecke außer Betrieb) | 71,5                                                                             | Groß Neuendorf                            | Groß Neuendorf                            |
| Abzweig geradeaus und nach rechts (Strecke außer Betrieb) |                                                                                  | zum Hafen                                 | zum Hafen                                 |
| Bahnhof (Strecke außer Betrieb) | 75,7                                                                             | Ortwig                                    | Ortwig                                    |
| Bahnhof (Strecke außer Betrieb) | 79,2                                                                             | Neu Barnim / Neubarnim                    | Neu Barnim / Neubarnim                    |
| Bahnhof (Strecke außer Betrieb) | 81,4                                                                             | Neu Lewin / Neulewin                      | Neu Lewin / Neulewin                      |
| Bahnhof (Strecke außer Betrieb) | 82,6                                                                             | Kerstenbruch                              | Kerstenbruch                              |
| Bahnhof (Strecke außer Betrieb) | 84,7                                                                             | Heinrichsdorf                             | Heinrichsdorf                             |
| Bahnhof (Strecke außer Betrieb) | 86,5                                                                             | Beauregard                                | Beauregard                                |
| Bahnhof (Strecke außer Betrieb) | 88,1                                                                             | Eichwerder (Thöringswerder)               | Eichwerder (Thöringswerder)               |
| Haltepunkt / Haltestelle (Strecke außer Betrieb) | 89,7                                                                             | Herrnhof                                  | Herrnhof                                  |
| Abzweig geradeaus und nach links (Strecke außer Betrieb) · Abzweig geradeaus und ehemals von rechts |                                                                                  | Einfädelung ab 1947, von Frankfurt (Oder) | Einfädelung ab 1947, von Frankfurt (Oder) |
| Bahnhof (Strecke außer Betrieb) · Strecke | 92,5                                                                             | Alt Bliesdorf                             | Alt Bliesdorf                             |
| Kopfbahnhof Streckenende (Strecke außer Betrieb) · Bahnhof | 96,3                                                                             | Wriezen                                   | Wriezen                                   |
| Strecke |                                                                                  | nach Eberswalde                           | nach Eberswalde                           |

Die Bahnstrecke Fürstenwalde–Wriezen, die längste Strecke der Oderbruchbahn, war eine Bahnstrecke, die große Teile des Oderbruchs und der Lebuser Hochfläche erschloss. Die Bahn wurde von den Landkreisen Oberbarnim und Lebus gegründet und gebaut.

## Geschichte
Der Bau der Oderbruchbahn geht auf einen Beschluss des Kreistags des Kreises Lebus vom 05.11.1909-J.-Nr.A I 8156- zurück, mit dem dieser Kreis beschloss, „in Gemeinschaft mit dem Kreis Ober-Barnim eine vollspurige, mit Lokomotive zu betreibende Kleinbahn für den Personen- und Güterverkehr von Wriezen … nach Fürstenwalde (Spree), mit Abzweig von Hasenfelde nach Müncheberg, nach den Entwurf vom Mai 1909 zu bauen und in Betrieb zu setzen“. Das Rittergut Lietzen, das rechtlich einen eigenen Gutsbezirk bildete, wurde von der geplanten Strecke nicht nur berührt, sondern es erhielt einen eigenen Bahnanschluss mit dem Bahnhof Lietzen Komturei. Am 1. Juni 1910 wurde mit dem Bau der Bahn begonnen. Zwischen Fürstenwalde und Hasenfelde mit Abzweig nach Müncheberg konnte die Strecke am 3. Juni 1911 eröffnet werden. Der betreffende Streckenabschnitt Hasenfelde und Dolgelin wurde bereits am 3. Dezember 1911 in Betrieb genommen, die noch fehlenden Streckenabschnitte Fürstenwalde–Hasenfelde und Dolgelin–Golzow wurden bis 9. Februar 1912 fertiggestellt. Die Verlängerung nach Wriezen ging schließlich am 9. Juni 1912 in Betrieb. Die Zweigstrecke nach Genschmar wurde am 8. Oktober 1912 in Betrieb genommen. Anschlüsse an die Staatsbahn bestanden in Fürstenwalde, Dolgelin, Golzow und Wriezen. In Fürstenwalde gab es auch eine Verbindung zur Bahnstrecke Fürstenwalde–Beeskow.
Markant waren die Bahnhofsgebäude der kleineren Stationen, die nach einheitlichem Muster gebaut wurden. Neben einem kleinen Dienstgebäude war ein größerer Güterschuppen gebaut, dessen Walmdach das Dienstgebäude überragte. 
1932 wurde der Eigenbetrieb der Landkreise in eine Aktiengesellschaft umgewandelt, an der sich auch der Staat Preußen und die Provinz Brandenburg beteiligten.

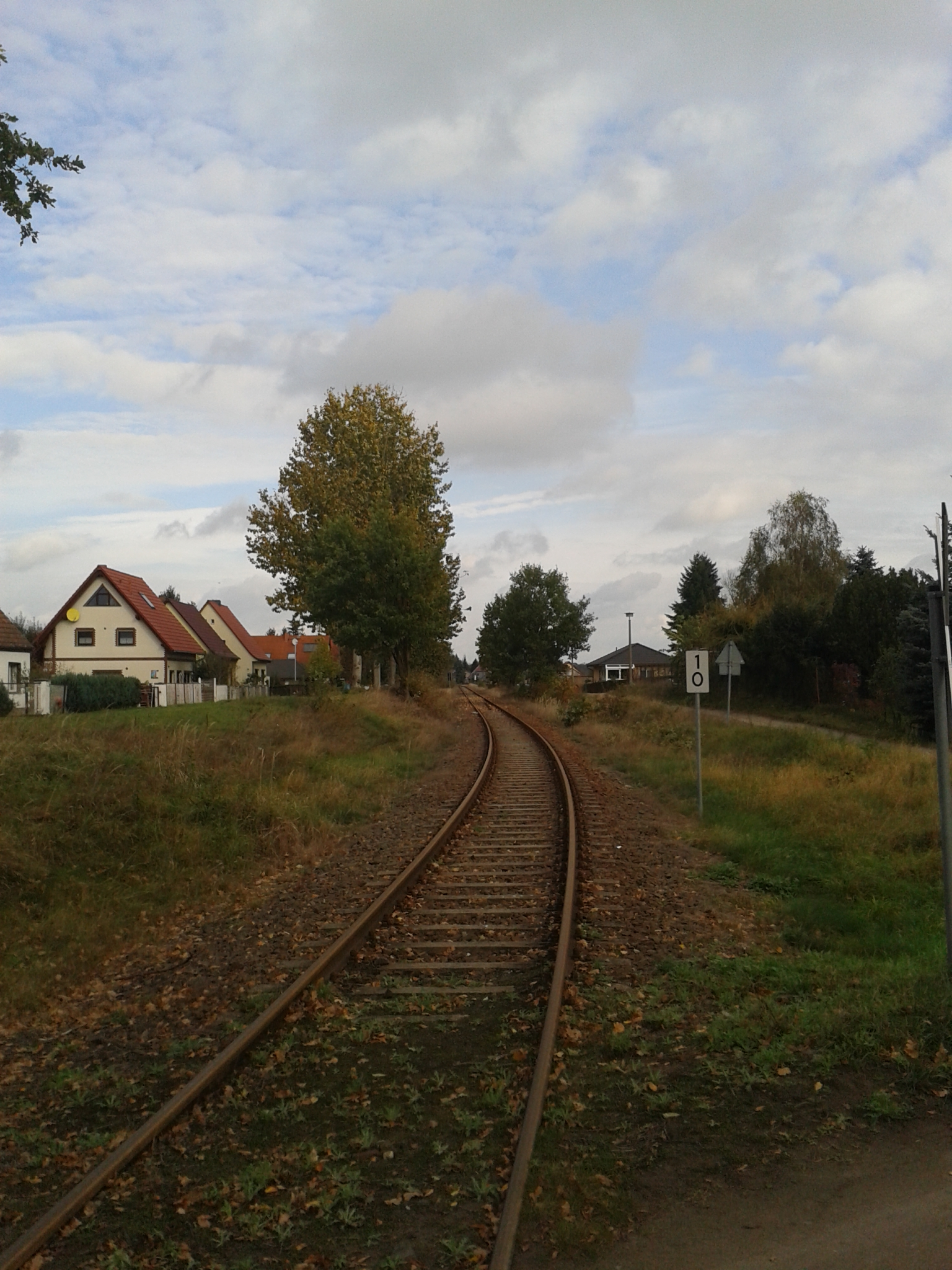
In Fürstenwalde blieb ein Teil der Bahntrasse als Anschlussgleis vorhanden.

Im April 1945 wurde der Betrieb eingestellt. Erst im April 1946 wurde er zwischen Fürstenwalde und Dolgelin wiederaufgenommen. Im März wurde ein großer Teil der Trasse im Oderbruch vom Hochwasser zerstört. Beim Wiederaufbau wurde die Strecke bereits bei Bliesdorf in die Staatsbahnstrecke eingefädelt, die parallele Strecke zum Kleinbahnhof in Wriezen wurde stillgelegt. Erst am 18. Dezember 1947 konnte der Verkehr zwischen Wriezen und Zechin wiederaufgenommen werden. Zwischen Zechin und Golzow fuhren erst im September 1948 Züge. Die Zweigstrecke Friedrichsaue–Genschmar wurde nicht wieder aufgebaut.
Am 1. April 1949 übernahm die Deutsche Reichsbahn die Oderbruchbahn. Abschnittsweise wurde der Personenverkehr auf der Strecke ab 1966 stillgelegt. Am 23. September 1966 fuhren das letzte Mal Personenzüge zwischen Dolgelin und Wriezen, am 28. September 1968 zwischen Fürstenwalde und Falkenhagen. 1969 war es dann auch zwischen Falkenhagen und Diedersdorf mit den Personenzügen vorbei. Zuletzt wurde der Verkehr Dolgelin – Seelow (Mark) Stadt – Lietzen am 31. Oktober 1969 eingestellt. 
Der Güterverkehr zwischen Dolgelin und Seelow (Mark) Stadt endete am 10. Januar 1994. In Fürstenwalde führt noch ein Anschlussgleis zum Bahnhof Waldfrieden, das aber nicht mehr genutzt wird, und ein Gleis in das Industriegebiet Fürstenwalde-Nord, welches nach wie vor durch die LACUFA-GmbH für Güterverkehr benutzt wird.

## Unfall bei Friedrichsaue
Am 28. November 1944 stieß in einem Waldstück bei Friedrichsaue bei starkem Nebel der Triebwagen T 71 von Friedrichsaue kommend mit einem aus Richtung Dolgelin verkehrenden Nahgüterzug frontal zusammen. Der Triebwagen und mehrere Güterwagen entgleisten und wurden schwer beschädigt. Der Triebwagenführer und die Zugführerin verloren ihr Leben. Zeitzeugen sprachen von sieben bis neun Toten und vielen Schwerverletzten, besonders Fronturlaubern. Über das Ereignis finden sich in den Archiven der Oderbruchbahn keine Quellen, die Angaben des Geschäftsberichts von 1944 enden im September des Jahres.
Die beiden verspäteten Züge hätten planmäßig in Friedrichsaue kreuzen müssen. Als der von der Stichbahn aus Genschmar kommende T 71 in Friedrichsaue eintraf, befand sich der ebenfalls verspätete Güterzug noch auf dem Streckenabschnitt Golzow–Friedrichsaue. Die Zugführerin stellte die Weichen in Friedrichsaue ohne Zustimmung der Zugmeldestelle Zechin zur Ein- und Ausfahrt.